# Mil Caminhadas
Mil Caminhadas é um álbum de estúdio do cantor Gladir Cabral, lançado em 2014 de forma independente. O disco reuniu canções de Gladir existentes nos discos de sua obra, mas regravadas. Foi liberado nas plataformas digitais em 2015, também distribuído em formato físico.

## Faixas
1. "O Verbo"
2. "Paz e Comunhão"
3. "Mil Caminhadas"
4. "Casa Grande"
5. "O Melhor Momento"
6. "Rei do Universo"
7. "Bem Melhor"
8. "O Dono da Vida"
9. "Pai"
10. "Abrigo"
11. "O Vento"
12. "Fina Esperança"
13. "Teu Grande Amor"
14. "Estrela do Meu Caminho"
15. "Amigo Vento"